# 5908 Aichi
5908 Aichi (1989 UF) là một tiểu hành tinh vành đai chính được phát hiện ngày 20 tháng 10 năm 1989 bởi Y. Mizuno và T. Furuta ở Kani.